# Mark Slavin
Mark Yakovlevich Slavin (hebräisch מרק סלבין; * 31. Januar 1954 in Minsk, Sowjetunion; † 6. September 1972 in Fürstenfeldbruck, BR Deutschland) war Ringer und Mitglied der israelischen Olympia-Ringermannschaft bei den Olympischen Sommerspielen 1972. Er war einer der elf Sportler und Trainer, die beim Münchner Olympia-Attentat von palästinensischen Terroristen als Geiseln genommen und ermordet wurden.
Slavin gewann die sowjetischen Meisterschaften im Ringen, bevor er im Mai 1972 nach Israel emigrierte. Dort wurde er Mitglied des Teams von Hapoel Tel Aviv.
Am 5. September 1972 drangen palästinensische Terroristen in die Quartiere der israelischen Mannschaft ein und töteten den Trainer Mosche Weinberg und den Gewichtheber Josef Romano. Slavin wurde mit acht seiner Mannschaftskollegen als Geisel genommen. 

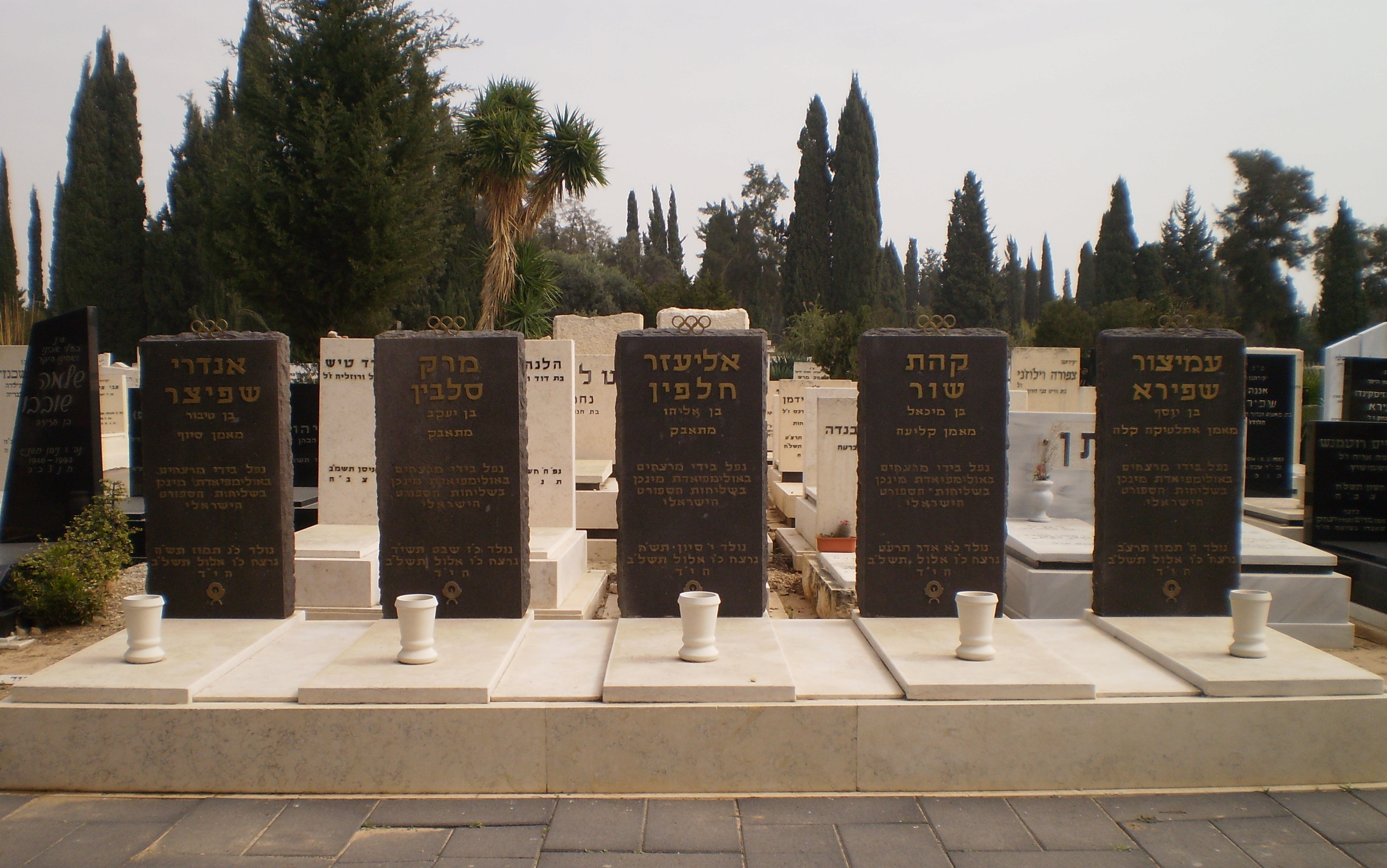
Grabstätte auf dem Friedhof von Kiryat Shaul in Tel Aviv, Israel (zweites Grab von links).

Nach 20 Stunden Verhandlungen wurden die Geiselnehmer und Geiseln mit einem Hubschrauber nach Fürstenfeldbruck geflogen. Es sollte dort ein Flugzeug bereitstehen, um die Terroristen nach Ägypten auszufliegen. Stattdessen unternahmen die Bayerische Grenzpolizei und die Münchener Polizei einen schlecht vorbereiteten und chaotisch durchgeführten Geiselbefreiungsversuch. Während eines zwei Stunden andauernden Beschusses starben Slavin und drei seiner Mannschaftskollegen im Hubschrauber und verbrannten anschließend durch die Detonation einer Granate der Terroristen. Kurz danach wurden fünf weitere Geiseln durch die Terroristen erschossen. Fünf Terroristen und ein Münchener Polizist wurden ebenfalls bei dem Schusswechsel getötet.
Mark Slavin wurde mit vier seiner Mannschaftskollegen auf dem Friedhof Kiryat Shaul in Tel Aviv, Israel, beigesetzt.